# Лётная улица (Чернигов)
Лётная улица (укр. Льотна вулиця) — улица в Деснянском районе города Чернигова, исторически сложившаяся местность (район) Швейцаровка. Пролегает от пересечения проспекта Мира и улицы Общественная до улицы Алексеева.
Примыкают улицы Мстиславская, Курсанта Еськова, переулок Юрия Мезенцева, Юрия Мезенцева, переулок Партизанский.
По названию улицы именуется остановка общественного транспорта, расположенная на данной улице.

## История
Решением Всеукраинского центрального исполнительного комитета в мае 1923 года хутор Швейцаровка был включён в состав города Чернигова. Современная улица проложена по бывшей улице хутора вдоль безымянного ручья, впадающего в реку Стрижень. Из-за ландшафта местности, где пролегает Лётная улица большая часть 5-этажных домов, расположенных параллельно улице и оврагу (бывшему ручью), имеют цокольные этажи.
В 1980 году, с переименованием Красногвардейской улицы в районе Пять углов на Восточночешскую улицу, была переименована Военная улица на Красногвардейская улица — в честь Красной гвардии.
Квартал 9-этажных домов, занимающий угол улиц Лётная и Еськова, застраивался в 2000-е годы.
Изначально Комиссией по упорядочиванию наименований улиц города Чернигова для Красногвардейской улицы предлагалось название улица Василия Сенько — в честь штурмана авиации и Дважды Героя Советского Союза Василия Васильевича Сенько. А для Красногвардейского переулка — улица Василия Петрушевича — в честь Героя Советского Союза Василия Васильевича Петрушевича.
12 февраля 2016 года улица получила современное название — из-за расположенности поблизости к ныне реорганизованному Черниговскому высшему военному авиационному училищу лётчиков, согласно Распоряжению городского главы В. А. Атрошенко Черниговского городского совета № 46-р «Про переименование улиц и переулков города» («Про перейменування вулиць та провулків міста»)

## Застройка
Начало улицы парная и непарная стороны заняты многоэтажной жилой застройкой (4-5-9-10-этажные дома), частично малоэтажной жилой застройкой (два 2-этажных дома). Конец улицы (после примыкания улицы Курсанта Еськова) парная и непарная стороны заняты усадебной застройкой. В 2020 году был проведён ремонт дорожного покрытия (замена дорожных плит асфальтобетонным покрытием) улицы на протяжении всей длины, на перекрёстке с улицей Курсанта Еськова была обустроена круговая развязка.
|                                                    |                                              |                                                                                                |                                                                   |
| застройка улицы — вид в направлении проспекта Мира | участок между улицами Еськова и Мстиславской | при примыкании улицы Курсанта Еськова, перпендикулярно улице 9-этажные дома Мстиславской улицы | табличка со старым названием улицы на русском и украинском языках |

Учреждения:
1. дом № 11 Б — детсад № 46
2. дом № 12 (цокольный этаж) — библиотека-филиал № 2 для детей; спортзал
3. дом № 17 (1-й этаж) — ранее занимала гостиница «Колос», сейчас — продовольственные и не продовольственные магазины.

Мемориальные доски:
1. дом № 4 — Герою Советского Союза Николаю Акимовичу Калёнову — на доме, где жил (1962-1997)